# Лерма (Италия)
Лерма (итал. Lerma) — коммуна в Италии, располагается в регионе Пьемонт, в провинции Алессандрия.
Население составляет 833 человека (2008 г.), плотность населения составляет 57 29 чел./км². Занимает площадь 15 км². Почтовый индекс — 15070. Телефонный код — 0143.
Покровителем коммуны почитается святой Иоанн Предтеча и святой апостол и евангелист Марк, празднование 25 марта. Празднование 16 августа.

## Демография
Динамика населения:

## Администрация коммуны
- Официальный сайт: